# Moto Guzzi

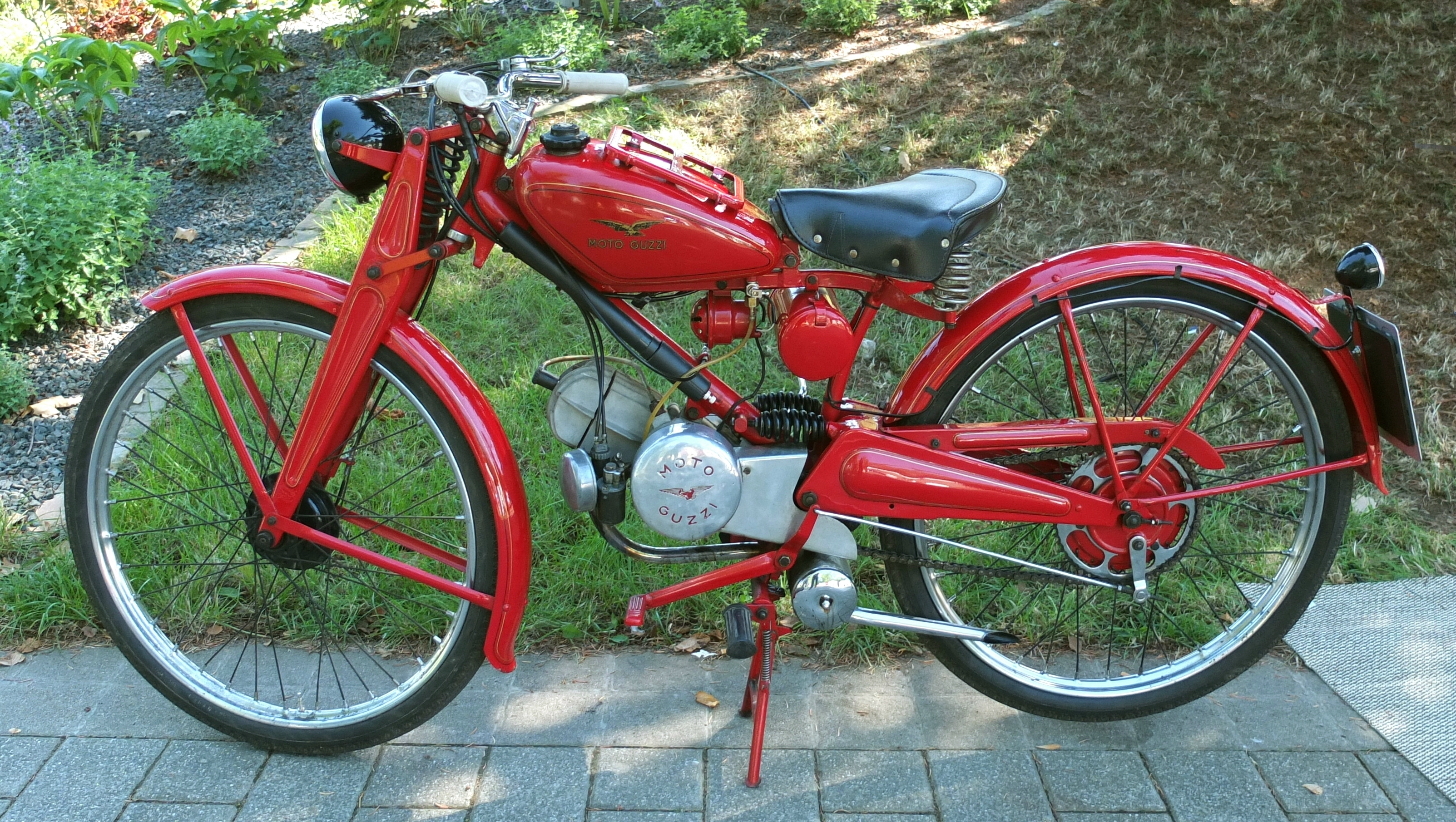
Moto Guzzi

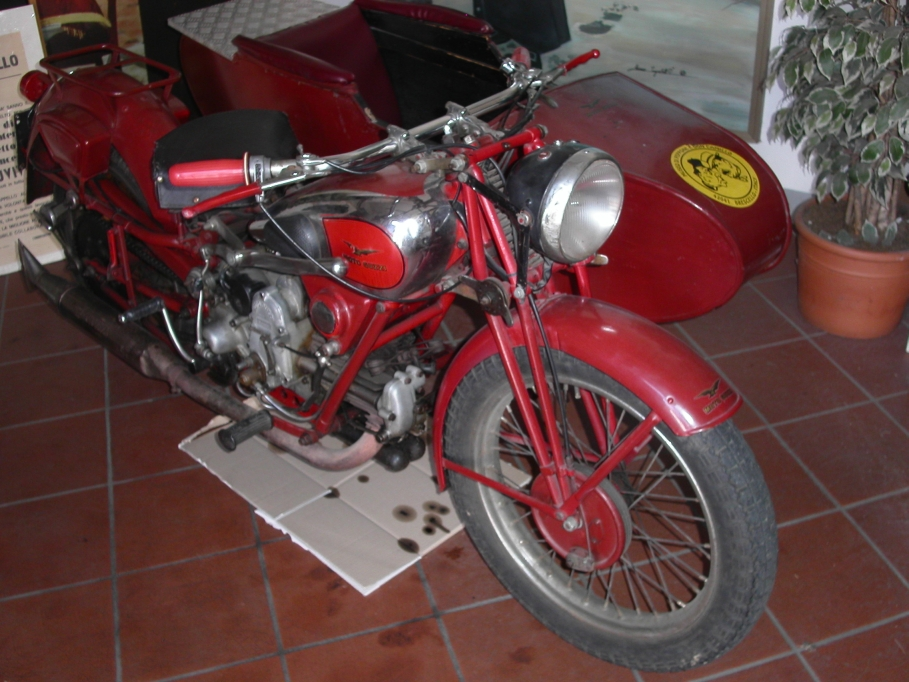
Moto Guzzi, muzeum w Brescello.

Moto Guzzi – włoskie przedsiębiorstwo powstałe w roku 1921 w Mandello del Lario nad jeziorem Como. Firma należy do najdłużej działających fabryk motocykli na świecie. Inicjatorami powstania fabryki byli trzej przyjaciele z dywizjonu lotniczego Carlo Guzzi, Giorgio Parodi oraz Giovanni Ravelli, który zginął jednak w katastrofie lotniczej przed wyprodukowaniem pierwszego seryjnego motocykla. Na jego cześć znakiem wytwórni wybrano orła korpusu powietrznego. Moto Guzzi było przez kilkadziesiąt lat największym producentem motocykli we Włoszech i słynęło z sukcesów w sportach motocyklowych. Od 1965 roku, wizytówką firmy jest chłodzony powietrzem wzdłużnie ustawiony dwucylindrowy silnik widlasty o kącie rozwarcia cylindrów 90°.